# 异噻唑
异噻唑（isothiazole），或称1,2-噻唑是一种杂环化合物，化学式C3H3NS。其含有一个氮硫杂五元环，氮原子和硫原子的位置是相邻的。
异噻唑的环结构见于某些药物，例如例如齐拉西酮。